# Tătaru (gmina)
Tătaru – gmina w Rumunii, w okręgu Prahova. Obejmuje miejscowości Tătaru, Podgoria i  Siliștea. W 2011 roku liczyła 969 mieszkańców.